# Margherita Sarrocchi
Margherita Sarrocchi (Gragnano, 1560 – Roma, 29 ottobre 1617) è stata una poetessa italiana.
È stata la prima donna della letteratura italiana a scrivere un poema epico.

## Biografia
Margherita Sarrocchi nacque a Gragnano, nel napoletano, intorno al 1560, ma si trasferì molto presto a Roma, dove venne educata dal Cardinale Guglielmo Sirleto, custode e poi prefetto della Biblioteca apostolica vaticana. Entrò a far parte delle Accademie degli Umoristi e degli Ordinati di Roma, e di quella degli Oziosi di Napoli, dove frequentò i maggiori letterati, artisti e scienziati del tempo. È nota per i suoi rapporti con Giovan Battista Marino, di cui fu amica e poi avversaria, e con Galileo Galilei. Di Margherita ci restano poche rime e il poema epico in dodici canti La Scanderbeide, dedicato all'eroe albanese Scanderbeg. Il poema fu edito per la prima volta, incompleto, nel 1606, poi in versione definitiva sei anni dopo la morte dell’autrice, nel 1623.

## Opere
- Margherita Sarrocchi, Scanderbeide, Roma, Lepido Facij, 1606. URL consultato l'8 maggio 2019.
- Margherita Sarrocchi, Scanderbeide, Roma, Andrea Fei, 1623.
- (EN) Margherita Sarrocchi, Scanderbeide. The Heroic Deeds of George Scanderbeg, King of Epirus, traduzione di Rinaldina Russell, Chicago, University of Chicago Press, 2006, ISBN 9780226735061.